# Средняя Припять
Сре́дняя При́пять (бел. Сярэдняя Прыпяць) — республиканский ландшафтный заказник в Белоруссии, созданный в 1999 году на территориях Столинского, Пинского, Лунинецкого районов Брестской области и Житковичского района Гомельской области. Заказник является последним в Европе крупным естественным комплексом низинных болот, рек, протоков и пойменных лесов, ключевой орнитологической территорией и Рамсарским угодьем.

## История
Заказник был создан постановлением Совета Министров Республики Беларусь от 19 июля 1999 года № 1105 на базе государственных биологических заказников «Низовье Ясельды», «Устье Лани» и «Низовье Случи» общей площадью 90447 гектаров, он располагается в пределах Столинского (31 038 га), Пинского (13 635 га), Лунинецкого (26 019 га) районов Брестской области и Житковичского района (22 370 га) Гомельской области. В 2001 году заказник был включён в перечень водно-болотных угодий, охраняемых согласно Рамсарской конвенции. 22 ноября 2013 года площадь заказника была увеличена на 2615,15 га и составила 93062,15 га.

## Общие сведения
Заказник находится в среднем течении главной водной артерии Полесья — реки Припять (от устья Ясельды до устья Ствиги). На участке около 120 километров длиной и шириной от 4 до 14 километров сосредоточены крупнейшие в Европе естественные аллювиальные ландшафты. Луга и болота занимают свыше 38 % территории заказника, 22,7 % — покрыты лесами, 12 % приходятся на кустарники и около 6 % — на аквальные комплексы. Территория «Средней Припяти» сохранила в близком к естественному состоянии крупнейшие по площади аллювиальные ландшафты Европы. Вместе с близлежащим заказником «Простырь» они формируют так называемую «Полесскую Амазонию» — центр сосредоточения уникальных биотопов, которые, в свою очередь, обуславливают сохранение редких видов фауны и флоры.

## Флора
Около 92 % территории заказника составляют площади, занятые естественной растительностью, здесь пойменных лесов и лугов. Среди лесов преобладают черноольшаники — они занимают 11859,5 га (33 % от всей лесопокрытой площади) — и дубравы. 13,5 % территории покрывают сосновые леса. Осинники занимают всего 208,8 га, или 0,6 % общей площади. На территории заказника можно найти все типы лугов: от очень заболоченных до сухих, которые по структуре приближаются к степям. В пойме также присутствуют типичные низинные болота, создающие биотопы, находящихся под угрозой исчезновения в Европе. Самые большие болота сосредоточены в устьях рек Ясельда и Стырь, являющихся притоками Припяти.
На территории заказника произрастают 725 видов растений, из них 11 видов занесены в Красную книгу Республики Беларусь, среди них — волдырник ягодный, зубянка клубненосная, кувшинка белая, пальчатокоренник майский, смолевка литовская, дудник болотный, водяной орех плавающий и другие.

## Фауна
Уникальные природные условия заказника делают его одним из важнейших для сохранения биоразнообразия европейской околоводной фауны. Здесь обитает большинство из представленных в Белоруссии земноводных: 6 видов рептилий и 10 видов амфибий, среди которых: европейская болотная черепаха (Emys orbicularis), обыкновенная квакша (Hyla arborea), камышовая жаба (Bufo calamita). В «Средней Припяти» расположены крупнейшие в Европе репродуктивные центры выдры, бобра, лесного хоря, американской норки и водяной полёвки.
На площади заказника встречается 37 видов рыб, обитающих в Припяти и озерах-старицах. Пойма реки Припять имеет международное значение для сохранения популяций многих редких и находящихся под угрозой исчезновения видов птиц в Европе. Орнитофауна представлена 182 видами птиц, 63 из которых занесены в Красную книгу Республики Беларусь, а 5 — под глобальной угрозой исчезновения: вертлявая камышевка (Acrocephalus paludicola), большой подорлик (Aquila clanga), коростель (Crex crex), дупель (Gallinago media), белоглазый нырок (Aythya nyroca) и пискулька (Anser erythropus). 155 видов птиц замечено при гнездовании, 39 из которых находятся под охраной. Только в Средней Припяти в Белоруссии водится большая белая цапля. В период миграции ежегодно вдоль Припяти пролетает около 50 тысяч гусей, свыше 50 тысяч турухтанов и до 20 тысяч свиязей.

## Туризм
За 2008 год заказник принял около 17 тысяч посетителей. Эксперты оценивают туристический потенциал заказника как высокий — помимо природных объектов и значительного количества памятников истории и культуры древних городов Пинск и Туров, в нём находятся полесские деревни, где до сих пор сохранился архаичный уклад жизни, которые представляют значительный этнографический интерес. При этом последствия аварии на Чернобыльской АЭС до сих пор в значительной степени определяют пользование местными землями. Хотя ситуация по радиологическому загрязнению оценивается как стабильная, на территории заказника до сих пор нельзя собирать и употреблять в пищу грибы и ягоды.